# شیلپاریو
شیلپاریو (به ایتالیایی: Schilpario) یک کومونه در ایتالیا است که در استان برگامو واقع شده‌است.

## خصوصیات
شیلپاریو ۶۳٫۸ کیلومترمربع مساحت و ۱٬۲۹۴ نفر جمعیت دارد و ۱٬۱۲۴ متر بالاتر از سطح دریا واقع شده‌است.